# Горњак (Алтајска Покрајина)
Горњак (рус. Горняк) град је у Русији у Алтајском крају. Према попису становништва из 2010. у граду је живело 13918 становника.

## Становништво
| 1959.  | 1970.  | 1979.  | 1989.  | 2002.  | 2010.  |
| ------ | ------ | ------ | ------ | ------ | ------ |
| 13.866 | 16.643 | 15.967 | 15.833 | 15.779 | 13.918 |